# Tim Focke
Tim Focke (* 4. Oktober 1979 in Wuppertal) ist ein ehemaliger Wasserball-Nationalspieler und seit 2016 Erstliga-Trainer.
Focke war in seiner Jugendzeit Lagenschwimmer und startete bis zum Alter von 18 Jahren auch als Wasserballspieler für die Wasserfreunde Wuppertal. Der heutige Diplom-Sportlehrer schloss sich 1998 dem ASC Duisburg an, mit denen er in der Deutschen Wasserball-Liga spielte – Vizemeister 2006/2007 – und durch die er 2004 bis 2008 im Nationalmannschaftskader der deutschen Wasserball-Nationalmannschaft stand. Zwischenzeitlich hatte ihn auch der SC Düsseldorf verpflichtet.
Meriten als Trainer verdiente er sich in Duisburg als Trainer der II. und von Nachwuchsmannschaften. Im November 2011 kehrte er zu seinem Stammverein am Bendahl in Wuppertal zurück und übernahm die bis dahin von einem Frauenduo trainierte erste Herrenmannschaft der Wasserfreunde in der 2. Liga West. Seit der Saison 2013/2014 trat diese unter Focke in einer Startgemeinschaft mit dem Schwimm-Club Solingen unter dem Namen SGW SC Solingen/Wasserfreunde Wuppertal in derselben Liga an. 2016 wechselte er zum Erstligisten SV Bayer Uerdingen 08.